# Ophryacus smaragdinus
Ophryacus smaragdinus — вид отруйних змій родини гадюкових (Viperidae). Ендемік Мексики. Описаний у 2015 році.

## Поширення і екологія
Ophryacus smaragdinus мешкають в штатах Веракрус, Ідальго, Пуебла і Оахака. Вони живуть в гірських хмарних лісах, вологих сосново-дубових лісах і соснових лісах, трапляються у вторинних лісах, на висоті від 1400 до 2400 м над рівнем моря